# Diploderma varcoae
Diploderma varcoae är en ödleart som beskrevs av  George Albert Boulenger 1918. Diploderma varcoae ingår i släktet Diploderma och familjen agamer. Inga underarter finns listade i Catalogue of Life. Artepitet i det vetenskapliga namnet hedrar en fru Graham (flicknamn, Varcoe) som hittade typexemplaret.
Denna ödla förekommer i Kina i provinserna Yunnan och Guizhou. Den lever i bergstrakter mellan 1500 och 2700 meter över havet. Individerna hittas ofta vid skogarnas kanter. De går på marken och klättrar i växtligheten. Honor lägger ägg.
Regionala bestånd hotas av skogsröjningar. Hela populationen bedöms som stabil. IUCN kategoriserar arten globalt som livskraftig (LC).